# Kamienica przy Rynku 24 we Wrocławiu
Kamienica przy Rynku 24 – kamienica na wrocławskim Rynku, na południowej pierzei Rynku, tzw. stronie Złotego Pucharu.

## Historia kamienicy i jej architektura
Ślady najstarszej budowli na działce nr 24 pochodzą z XIII wieku; mury o wedyjskim porządku zachowały się w piwnicy kamienicy. Pierwsze większe prace modernizacyjne budynku miały miejsce w XVI wieku. Z tego okresu pochodzi zachowana toskańska kolumna międzyokienna połączona z fasadowym pilastrem oraz plakieta umieszczona na tylnej ścianie kamienicy z wizerunkiem Chrystusa w otoczeniu arma Christi i z datą 1527. W kolejnych stuleciach kamienica była przebudowywana kilkakrotnie, m.in. ok. 1600 i 1705 roku. Przy drugiej przebudowie wydzielono w tylnym trakcie klatkę schodową, wykonano barokową fasadę, ale zachowano manierystyczne woluty i ozdoby otaczające wyższą kondygnację szczytu.
W 1882 roku przebudowę kamienicy prowadził mistrz murarski Z. Ertel. Czterokondygnacyjny budynek zyskał klasycystyczny wystrój z czteroosiową fasadą, z dużymi witrynami sklepowymi na parterze, trójkątnymi naczółkami nad oknami trzeciego piętra i balustradowym zwieńczeniem szczytu.

### Właściciele i postacie związane z kamienicą
Od 1418 do 1430 roku kamienica znajdowała się w rękach rodziny kupca Siegfrida Walrabe (zm. w 1428) i jego spadkobierców, m.in. żony Barbary. W 1430 nowym właścicielem został Niklas Kreideler, który trzy lata później zamieszkał w nowej kamienicy nr 18, odziedziczonej przez jego żonę. Sam wywodził się z Wrocławia i należał do sfery pospólstwa. W latach 1435–1456 właścicielami kamienic byli: kupiec Hans Filtz (Filcz) (1433–1435), Hannos Poppelw von Legnicz (1437–1443) i jego żona Hedwig (1443–1449), Jacobus i Barbara Girlach (1449–1451), Jorge Knebil i jego dzieci (1451–1452) oraz ponownie Jacobus Girlach (1452–1456). Girlach obciążył już zadłużoną kamienicę dodatkowymi dwudziestoma siedmioma grzywnami czynszu wykupnymi za 210 grzywien na rzecz Christopha Michilsdorfa (Cristoff Michilsdorff). W kolejnym roku sprzedał wierzycielowi kamienicę.
W kwietniu 1456 roku nowym właścicielem posesji nr 24 został Christopha Michilsdorf, który w krótkim czasie zlikwidował jej całe zadłużenie czynszowe wynoszące 168 grzywien. Michilsdorf w latach 1443–1454 był właścicielem kamienicy nr 39 na wrocławskim Rynku. Był kupcem sukiennym, utrzymywał kontakty handlowe z Dreznem, Brabancją i Krakowem; w sukiennicach był właścicielem dwóch komór. Posiadał kilka posesji, m.in. przy ul. Kotlarskiej (1460–1470), ul. Sakwowej, posiadał stodołę przy Bramie Sakwowej oraz jatkę mięsną; nabywał liczne renty na wsi. Od 1454 do 1473 roku był wybierany corocznie na ławnika lub rajcę oraz piastował urząd nadzorcy kasy miejskiej. W latach 1456–1461 oraz w 1472 pełnił funkcję prowizora szpitala Bożego Ciała. Zmarł 7 listopada 1473 roku. Po śmierci Michilsdorfa nowym właścicielem kamienicy został jego zięć Witche Lewenberg (Löwenberg), a od 1491 do 1493 jego żona Anna. W 1493 kamienica została sprzedana Melcharowi Bruckendorffowi i pozostawała jego własnością do 1501 roku.

## Po 1945
W wyniku działań wojennych w 1945 roku kamienica uległa całkowitemu zniszczeniu. Za sprawą projektu Marii Czyżewskiej-Ostrowskiej kamienica została odbudowana na zachowanych XIII-wiecznych murach piwnic i nawiązywała do wcześniejszego barokowego wyglądu, choć forma szczytu odbiegała od stanu pierwotnego.